# Central Obrera Panamericana
La Central Obrera Panamericana (COPA) fue creada en 1918 por iniciativa de Luis Morones. Durante su existencia fue mayormente una asociación binacional entre la AFL (American Federation of Labor) de EE. UU. y la CROM de México. A pesar de sus pocas organizaciones afiliadas fue el primer intento de agrupar las organizaciones obreras de América. Su último Congreso fue realizado en 1930 en La Habana.
Otras centrales sindicales durante el periodo de existencia de la COPA fueron:
- Asociación Continental Americana de Trabajadores (ACAT 1928)
- Confederación Sindical Latinoamericana (CSLA 1929)

- Datos: Q5760748